# Frecciarossa
Frecciarossa (« flèche rouge ») est une appellation introduite par Trenitalia en 2008 pour désigner la catégorie haut de gamme des trains qu'elle fait circuler à la vitesse de 300 km/h et surtout la qualité du service à bord.
À partir de mars 2023, les rames ETR 1000, ETR 500, AnsaldoBreda V250 (ETR 700) et ETR 600 portent cette appellation.
Les rames ETR Frecciarossa sont homologuées pour rouler sur les lignes LGV italiennes et européennes à la vitesse de 400 km/h pour les ETR 1000, de 340 km/h pour les ETR 500 et de 250 km/h pour les ETR 700 et ETR 600.
Depuis le 18 décembre 2021, les rames ETR 1000 Frecciarossa exploitées par Trenitalia France circulent sur la liaison Paris – Lyon – Milan.

## Caractéristiques des rames ETR Frecciarossa
Les rames Frecciarossa proposent quatre niveaux de service sur les ETR 500 et ETR 1000 circulant en Italie et trois sur les ETR 600, ETR 700 et ETR 1000 circulant en France. Les services "Standard" et "Business" sont disponibles sur toutes les rames Frecciarossa, au contraire le service "Premium" est disponible seulement sur les trains circulant en Italie et le service "Executive" est proposé exclusivement sur les rames ETR 500 et ETR 1000.
Sur tous les trains le service de restauration "FrecciaBistrò" est disponible en voiture 3. Sur certains trains sont aussi disponibles un service restaurant et un service bar avec un chariot.
Les quatre niveaux de confort sont mentionnés à l’extérieur comme à l'intérieur des voitures grâce à un pictogramme placé à proximité des portes d'entrée :
- Executive en voiture 1 : salon réservé de huit ou dix places, avec larges fauteuils cuir pivotants à 180° et inclinables en position couchage implantés de chaque côté du compartiment, distants de 1,50 mètre entre eux, service de restauration et bar à la place ;
- Business dans les voitures 2 et 3 : larges fauteuils cuir en vis-à-vis inclinables à 110° avec repose jambes dans les tons bleu, deux emplacements pour fauteuils roulants, avec un siège pour son accompagnant, sont réservés en voiture 3; service de restauration à la place ;
- Premium en voiture 4 : larges sièges cuir en vis-à-vis inclinables à 110° dans les tons rouges; service de bienvenue avec boissons et snacks ;
- Standard dans les voitures 5 à 8 : quatre sièges par rang en velours et en faux cuir dans les tons orange.

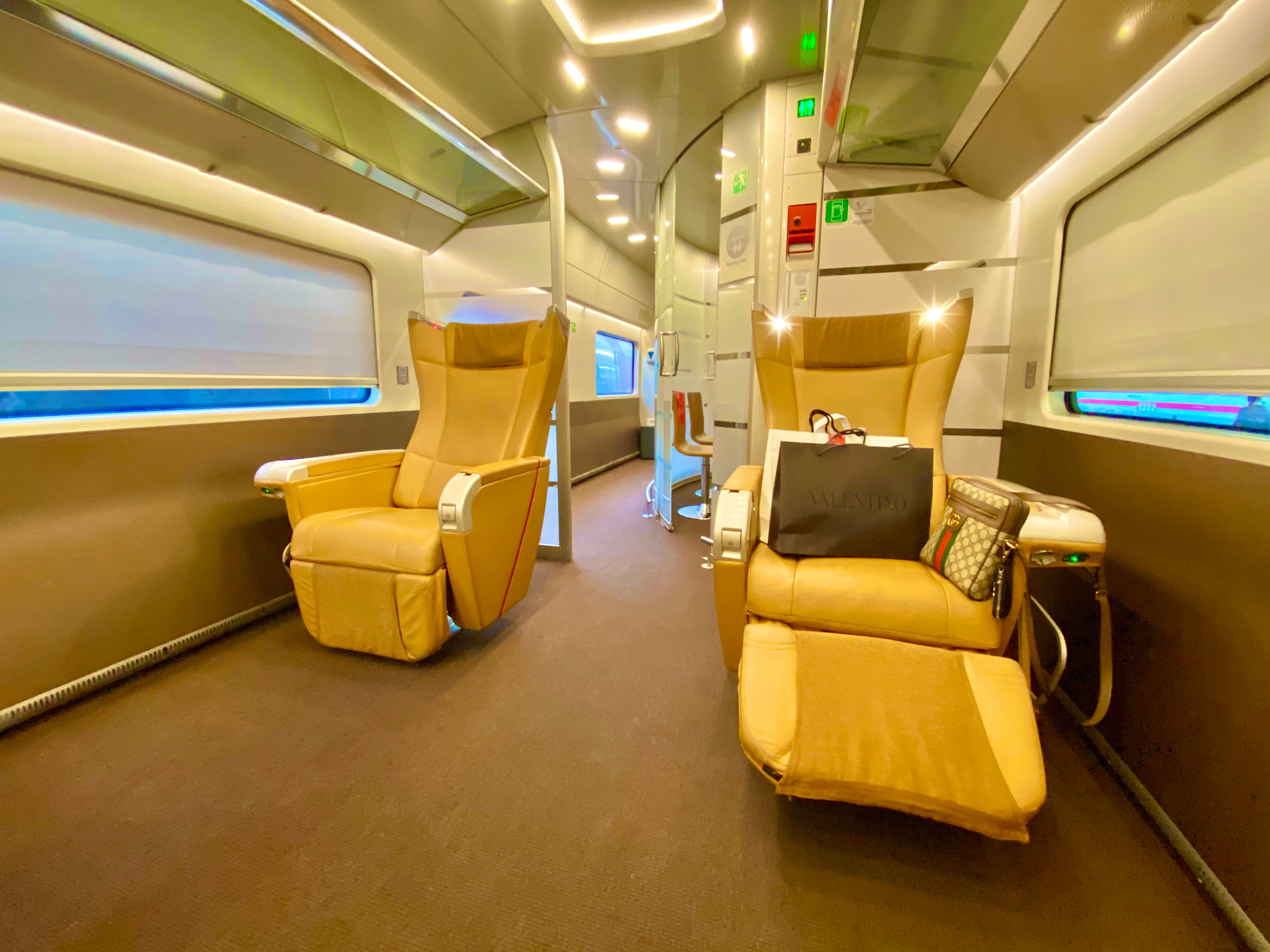
Service Executive.
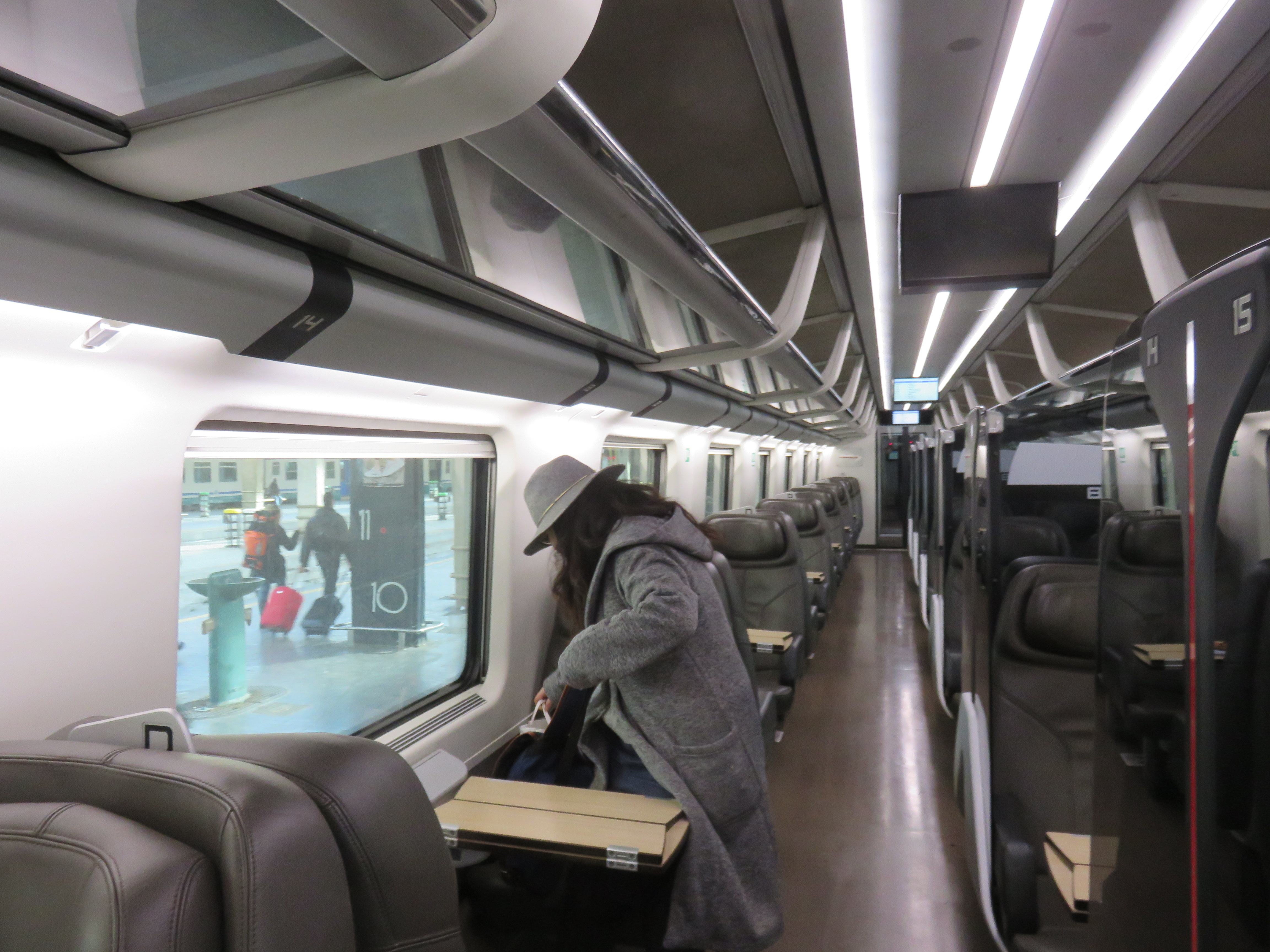
Service Business.
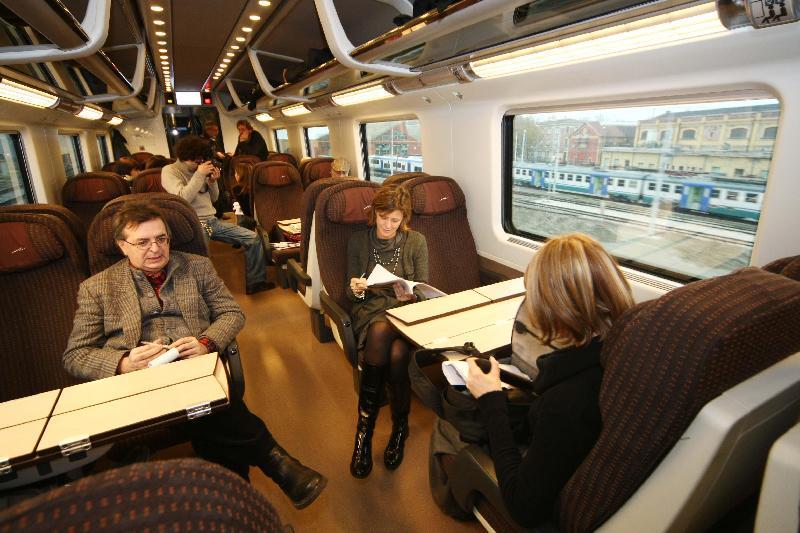
Service Standard.
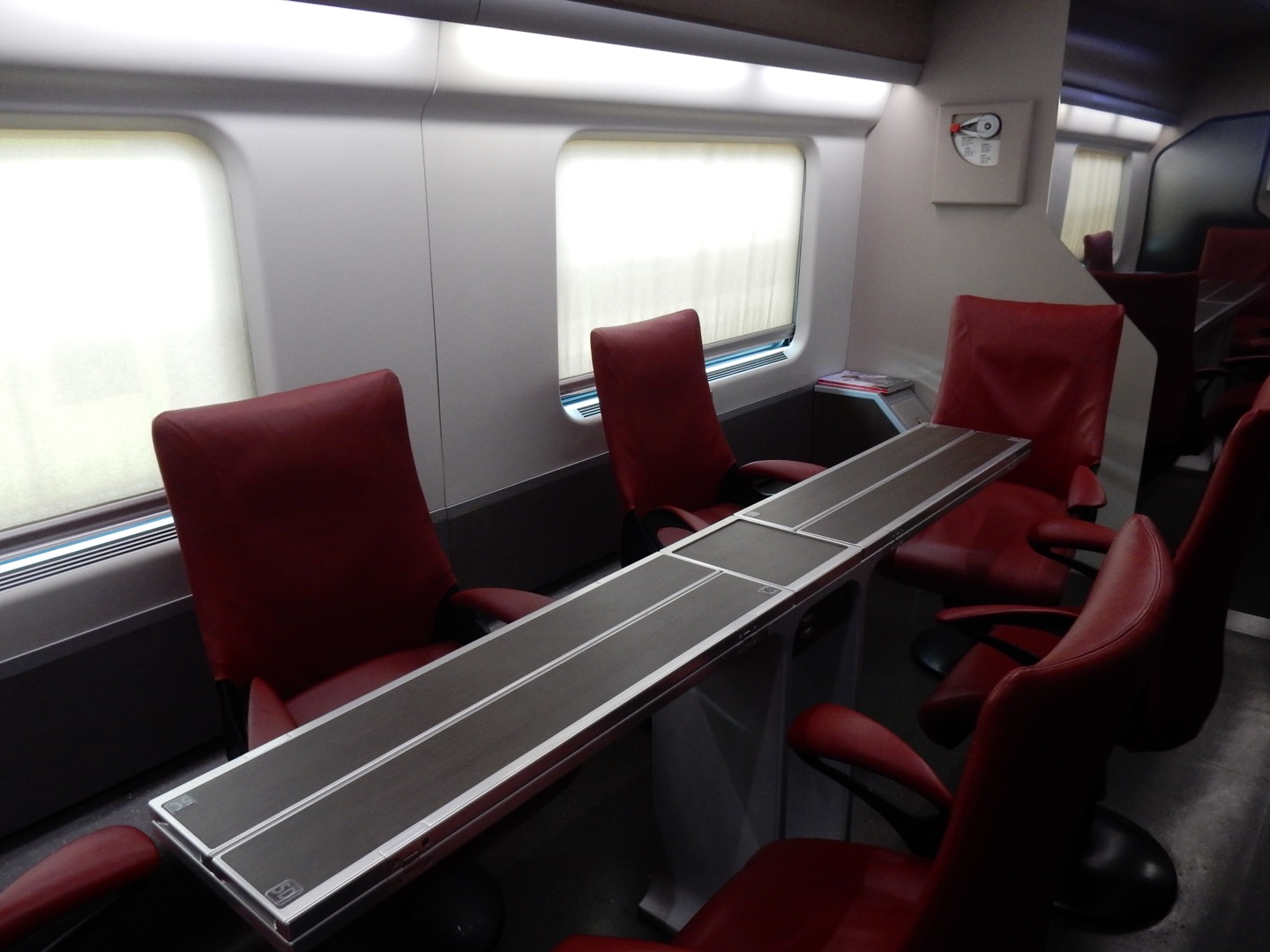
Espace de travail.

Les rames ETR sont accouplables pour former un convoi de deux ETR non communicants, de 400 mètres de longueur transportant plus de 900 passagers à la vitesse maximale de 350 km/h. Elles disposent des systèmes de contrôle de la marche des trains ERTMS/ETCS développé par Ansaldo STS.

## Liaisons assurées par les rames Frecciarossa
Le réseau LGV italien étant en cours de développement, certaines liaisons empruntent les lignes ferroviaires traditionnelles :
- la liaison Venise - Salerne n'utilise une LGV qu'à partir de Bologne jusqu'à Salerne ;
- la liaison Turin - Trieste utilise une LGV jusqu'à Brescia ;
- la liaison Milan - Bari utilise une LGV jusqu'à Bologne.

### Relations
Les liaisons assurées par des rames ETR Frecciarossa sont (horaire hiver 2017/18) :
- Turin – Milan – Reggio Emilia - Bologne – Florence – Rome – Naples – Salerne : 111 liaisons quotidiennes, dont 2 se poursuivent au nord jusqu'à Brescia et 2 au sud jusqu'à Tarente
- Venise – Padoue – Bologne – Florence – Rome – Naples – Salerno : 26 liaisons quotidiennes
- Trieste/Udine – Venise – Padoue – Vicenza – Vérone – Brescia – Milan – Turin : 46 liaisons quotidiennes
- Milan – Reggio Emilia - Bologne – Rimini – Ancône - Pescara - Foggia - Bari : 4 liaisons quotidiennes

### Distances et temps de trajet
- Milan - Rome : LGV 515 km - durée 2 h 40 min
- Milan - Bologne : LGV 215 km - 1 h 00 min
- Bologne - Florence : LGV 92 km dont 74 en tunnel - 34 min
- Rome - Naples : LGV 205 km - 1 h 07 min
- Turin - Milan : LGV 148 km - 45 min
- Venise - Naples : 540 km - 4 h 52 min
- Milan - Venise : 244 km dont 165 km LGV - 2 h
- Turin - Venise : 365 km - 3 h 23 min avec arrêts à Milan, Brescia, Desenzano del Garda, Vérone, Vicenza et Padoue (715 km dont 313 km sur ligne à grande vitesse)
- Milan - Trieste : 356 km - 3 h 12 min
- Milan - Bari : 787 km - 6 h 45 min
- Milan - Salerne : 700 km - 4 h 34 min